# Pobeda (Bačka Topola)
Pour les articles homonymes, voir Pobeda.
Pobeda (en serbe cyrillique : Победа ; en hongrois : Pobedabirtok) est un village de Serbie situé dans la province autonome de Voïvodine. Il fait partie de la municipalité de Bačka Topola dans le district de Bačka septentrionale. Au recensement de 2011, il comptait 270 habitants.

## Démographie

### Évolution historique de la population
| 1948 | 1953 | 1961 | 1971 | 1981 | 1991 | 2002 | 2011 |
| ---- | ---- | ---- | ---- | ---- | ---- | ---- | ---- |
| 148  | 346  | 338  | 317  | 420  | 380  | 342  | 270  |

|  |